# Аварская архитектура
Аварская архитектура или аваро-андо-цезская архитектура (авар. аваразул махщел) — самобытная архитектура аваро-андо-цезских народов, сформировавшаяся ещё в древности, а также включающая в себя заимствования от иных народов.

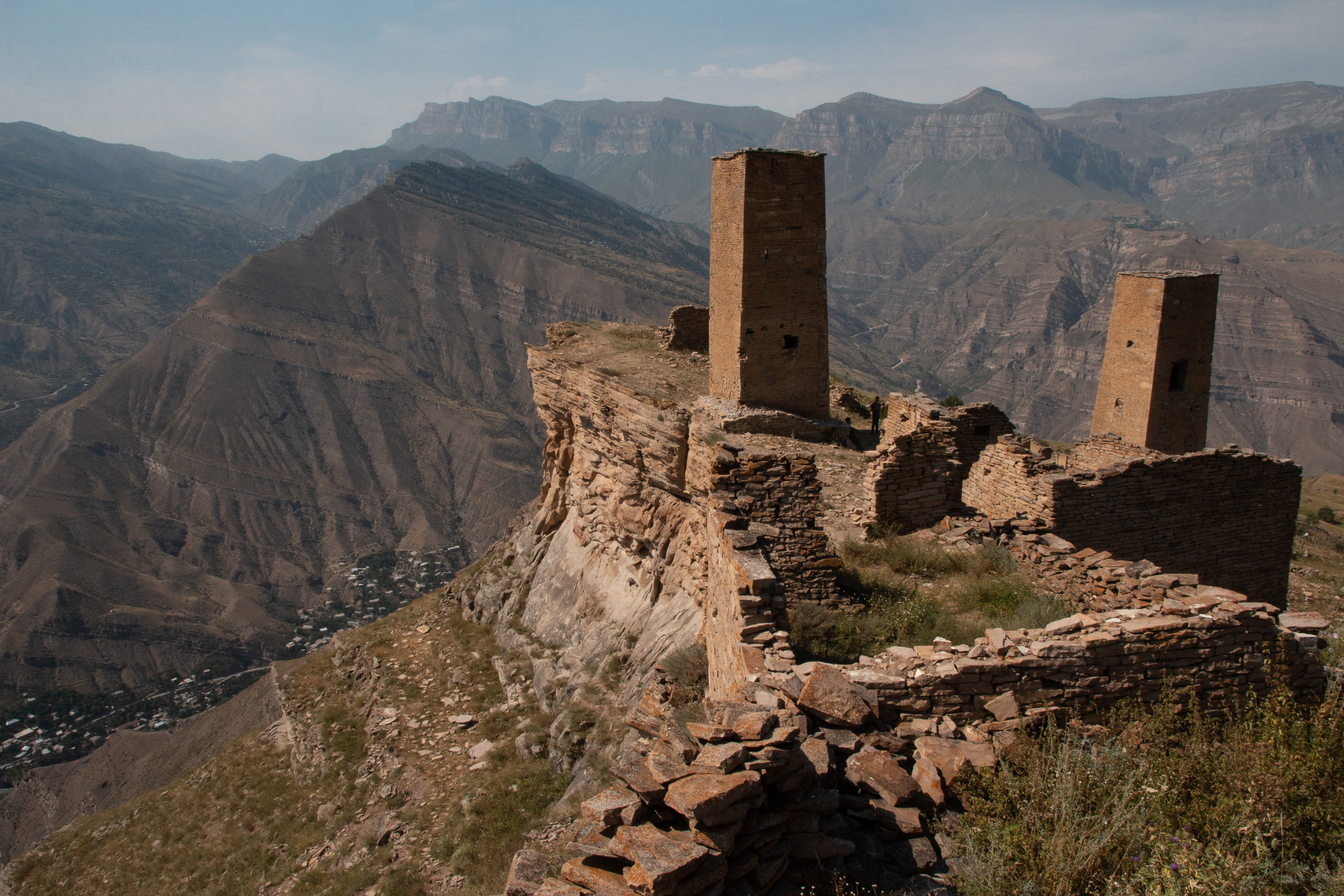
Гоорские башни

## Аварские дома
Жилище аварцев в своём историческом развитии прошло длительный путь от простейшей одноэлементной постройки с земляной плоской кровлей до благоустроенных, современных многокамерных домов с застеклённой верандой, деревянными полами и железной крышей.
На территории Аварии в XIX веке были представлены самые разнообразные формы домов, как по внутренней планировке, так и по внешнему облику и архитектурной композиции их: от одноэтажных небольших построек, углублённых в землю, до многоэтажных домов, в 5-6 этажей, от одиноких домиков до громоздких ансамблей, где сосредоточен весь комплекс жилых и хозяйственных служб, от свободно расположенных усадеб до тесно сжатых со всех сторон домов, вовсе без дворов и т.д..

## Башенная архитектура
Для усиления обороноспособности во многих аварских поселениях сооружали боевые башни. Кроме того, вокруг селений на господствующих высотах имелись сигнальные башни, которые гарантировали жителей от внезапного вторжения неприятеля.
Они располагались на границах обществ и дорогах, откуда мог прийти неприятель. Эти башни располагались на виду одна у другой, чтобы сигнал, подаваемый с одной, могли увидеть на другой. Такие башни хорошо сохранились в долине реки Аварское Койсу, - то на самом берегу, то на господствующих высотах. Наличие большого количества их здесь понятно: это была удобная дорога для продвижения в глубь Аварии с юга, через Вантлашетский перевал по долине реки Симбирис-Хеви. Некоторые башни хорошо сохранились до наших дней. Судя по строительной технике, и преданиям временем их возведения можно ориентировочно считать XVI - XVII века. Одна из таких башен стоит на вершине высокого холма, у слияния двух рек, где начинается Аварское Койсу, недалеко от селения Анцух. Башня эта контролирует выход во внутреннюю Аварию из долины Хван-ор и Джурмут. С этой же целью построена башня у самого селения Кособ, где берега реки сужаются и образуют узкий проход. Отсюда видны были и другие башни. Так, на севере имеются остатки башен на гребне, что поднимается над селением Кособ.

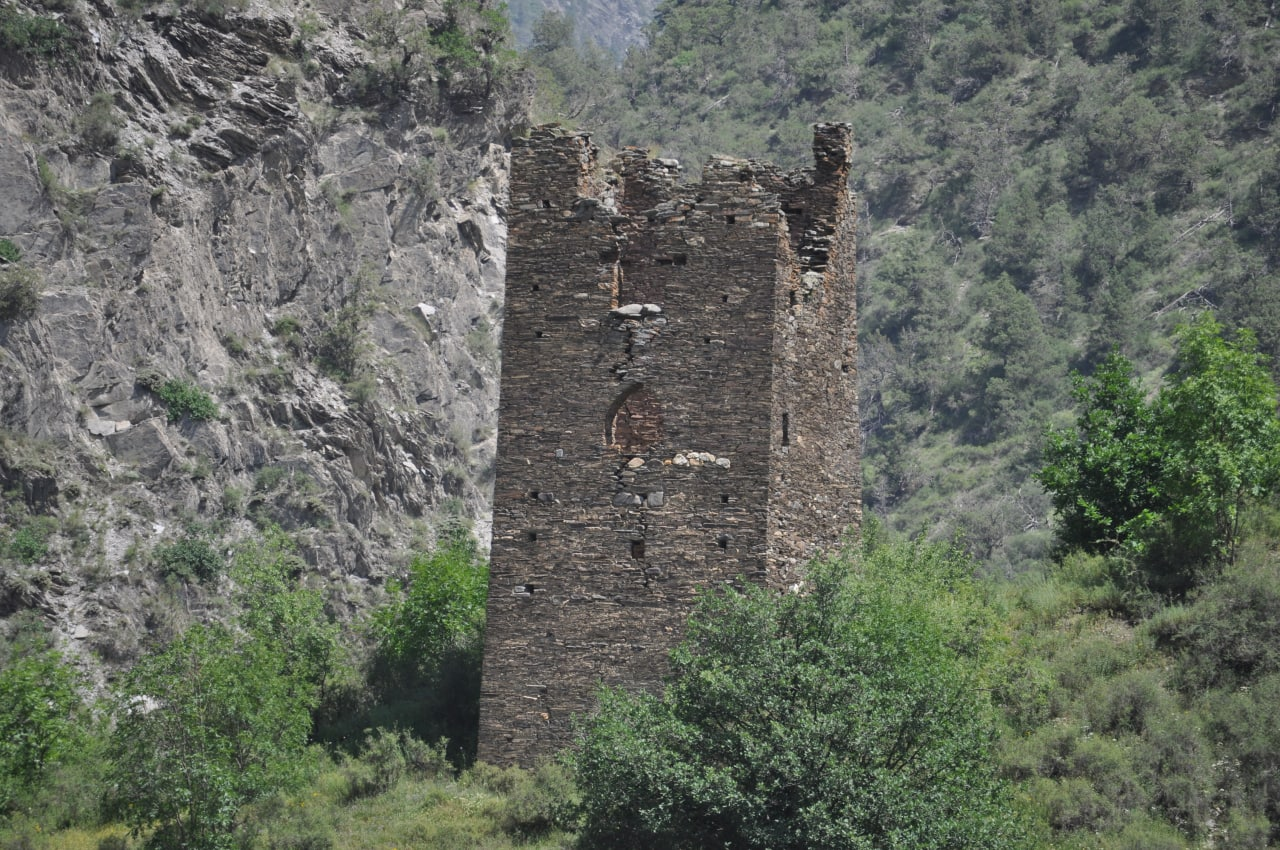
Анцухская башня